# Montmort-Lucy
Montmort-Lucy è un comune francese di 601 abitanti situato nel dipartimento della Marna nella regione del Grand Est.

## Società

### Evoluzione demografica
Abitanti censiti